# Plexo nervioso
En Neurociencia un plexo nervioso es una red de fibras nerviosas formada por axones de neuronas.

## Los plexos macroscópicos
Los plexos macroscópicos, evidentes a simple vista, son las ramas anteriores de los nervios espinales. 
Desde los plexos, compuestos por distintos tipos de fibras nerviosas, emergen los nervios 
periféricos.
- Plexo cervical: Inerva el cuello, la parte superior de los hombros y del tórax, parte de la piel y los músculos de la cabeza.[4]
- Plexo braquial: Inerva los hombros y extremidades superiores.[1]
- Plexo lumbar: Inerva la pared anterolateral del abdomen, genitales externos, y parte de las extremidades inferiores.[4]
- Plexo sacro: Inerva las extremidades inferiores, la región glútea y la región perineal.[4]
- Plexo coccígeo: Inerva  el músculo coccígeo, parte del músculo elevador del ano, y la articulación sacrococcígea.[5]

Plexos viscerales
El Plexo hepático acompaña a la arteria hepática y a la vena porta en el interior del hígado. Ramas de este plexo acompañan todas las divisiones de la arteria.
El plexo esplénico acompaña a la arteria esplénica al bazo, originando plexos subsidiarios a lo largo de las varias ramas de la arteria.
El Plexo renal ingresa al órgano para inervar a los vasos sanguíneos, el glomérulo renal y los túbulos con ramas al plexo uretérico.

## Los plexos microscópicos

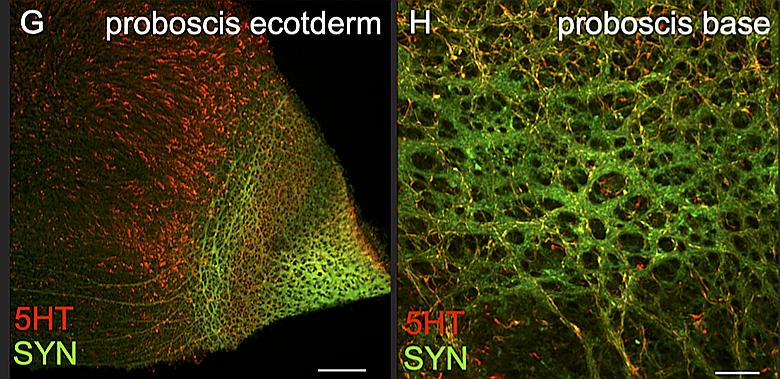
Plexos nerviosos en la probóscide del adulto del gusano bellota.

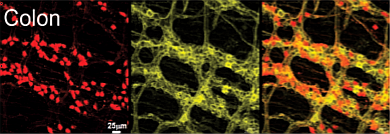
Plexo entérico, en el espesor de la pared del colon de ratón.

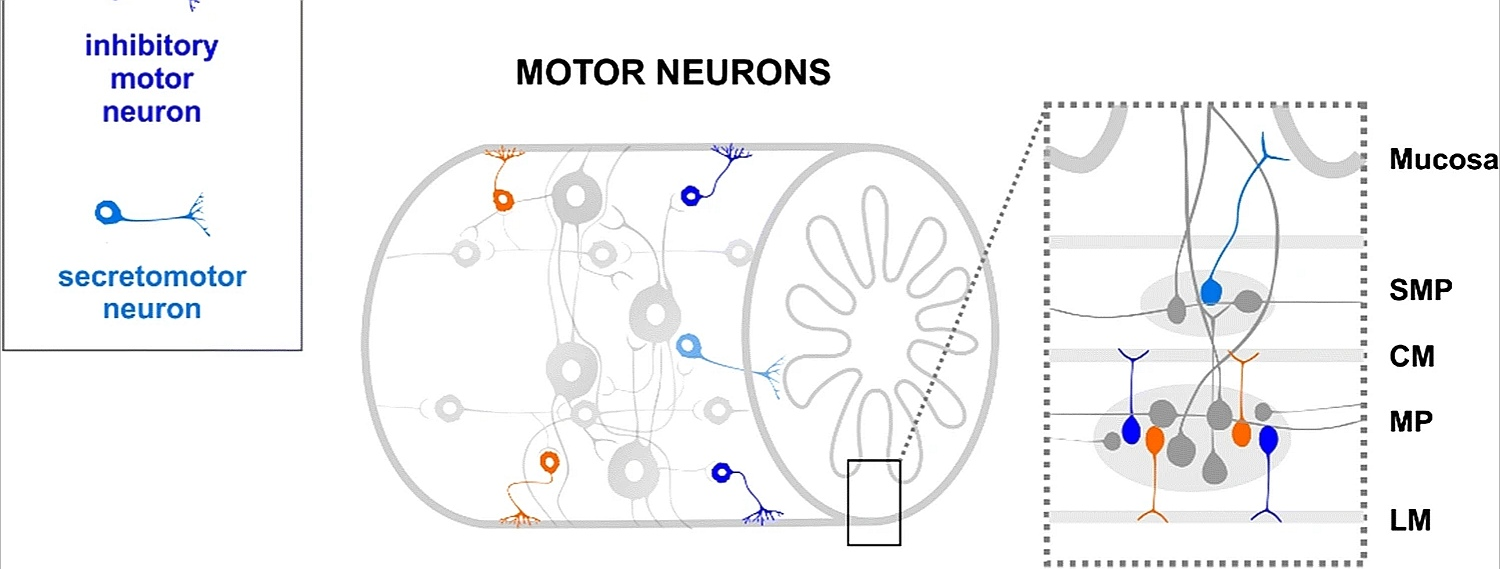
Disposición de Neuronas en los Plexos del SNE.
Derecha: ubicación de los plexos:
SMP= Plexo SubMucoso.
MP= Plexo Mio-entérico.
Neuronas Motoras y Neuronas Secretomotoras.

Los plexos microscópicos existen en el espesor de los órganos.
En el espesor de la pared del tracto digestivo de los vertebrados se ubican dos plexos:
- Plexo mientérico
- Plexo submucoso